# گلادیس اگان
گلادیس اگان (انگلیسی: Gladys Egan؛ ۲۴ مهٔ ۱۹۰۰ – ۸ مارس ۱۹۸۵) یک هنرپیشه اهل ایالات متحده آمریکا بود.

## فیلم‌شناسی
از فیلم‌ها یا برنامه‌های تلویزیونی که وی در آن نقش داشته است می‌توان به گوشه‌ای در گندم اشاره کرد.